# Tricentrus shinchikuna
Tricentrus shinchikuna är en insektsart som beskrevs av Kato 1928. Tricentrus shinchikuna ingår i släktet Tricentrus och familjen hornstritar. Inga underarter finns listade i Catalogue of Life.